# Quercus argentata
Quercus argentata är en bokväxtart som beskrevs av Pieter Willem Korthals. Quercus argentata ingår i släktet ekar, och familjen bokväxter. Inga underarter finns listade.